# Anaglyptus meridionalis
Anaglyptus meridionalis là một loài bọ cánh cứng trong họ Cerambycidae.